# チーヴィタ
チーヴィタ（イタリア語: Civita）は、イタリア共和国カラブリア州コゼンツァ県にある、人口約900人の基礎自治体（コムーネ）。

## 地理

### 位置・広がり

#### 隣接コムーネ
隣接するコムーネは以下の通り。
- カッサーノ・アッロ・イオーニオ
- カストロヴィッラリ
- チェルキアーラ・ディ・カラーブリア
- フランカヴィッラ・マリッティマ
- フラシネート
- サン・ロレンツォ・ベッリッツィ

## 文化・観光
「イタリアの最も美しい村」クラブ加盟コムーネである。